# 배방도서관
배방도서관은 충청남도 아산시 소재의 시립 도서관이다.

## 연혁
- 1999.07.14 개관.

## 시설 현황
- 2층: 열람실, 디지털자료실
- 1층: 사무실, 세미나실, 어린이자료실, 북카페
- 지하1층: 일반자료실, 문화강좌실, 보일러실

## 이용 안내
이용시간
- 일반 열람실: 08:00~24:00
- 자료(도서대출): 화~토 09:00~22:00 / 일요일 09:00~18:00

휴관일
- 국경일 및 정부에서 지정하는 공휴일
- 매주 월요일